# Trizogeniates laticollis
Trizogeniates laticollis är en skalbaggsart som beskrevs av Ohaus 1931. Trizogeniates laticollis ingår i släktet Trizogeniates och familjen Rutelidae. Inga underarter finns listade i Catalogue of Life.